# L'ús pacífic de l'energia atòmica
Die friedliche Nutzung der Atomenergie (en valencià: l'ús pacífic de l'energia atòmica) és un mural realitzat per Josep Renau a la República Democràtica Alemanya. L'obra defensa l'emancipació de la humanitat per la via de dominar les forces energètiques de la natura.
El maig del 1959, Renau rep el primer encàrrec de pintura mural a la RDA, anomenat La conquesta del Sol. Estava previst que anara acompanyat d'un segon mural, Els elements, però finalment el primer es va cancel·lar i el segon mai no es va realitzar. Una dècada després, el 1969, se li va encarregar un treball per a l'edifici d'indústria electrònica de Berlín-Adlershof, i Renau recuperà el projecte avortat.